# Лаванья
Лаванья (італ. Lavagna, ліг. Lavagna) — муніципалітет в Італії, у регіоні Лігурія,  метрополійне місто Генуя.
Лаванья розташована на відстані близько 370 км на північний захід від Рима, 35 км на схід від Генуї.
Населення — 12 834 особи (2014).

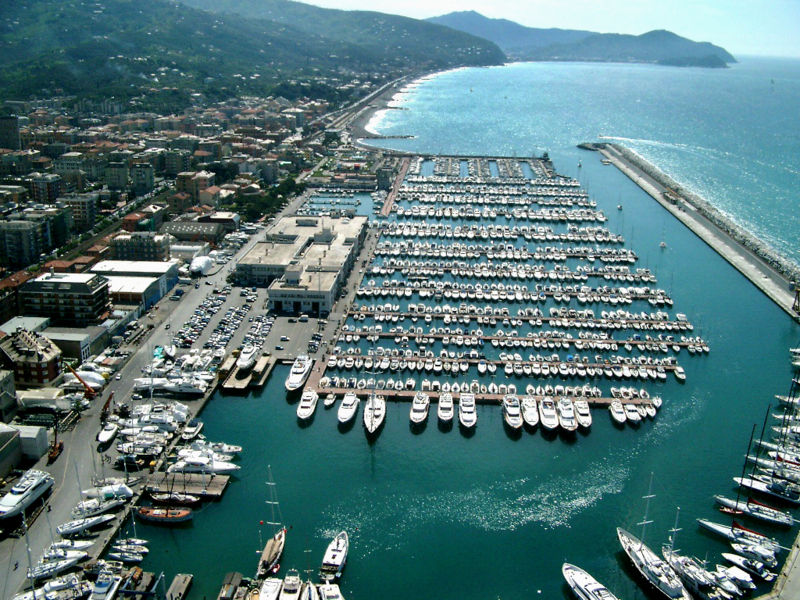

Щорічний фестиваль відбувається 16 липня. Покровитель — Madonna del Carmine.

## Демографія
Населення за роками:

Станом на 1 січня 2023 року в муніципалітеті офіційно проживав 901 іноземець з 56 країн, серед них 161 громадянин країн Євросоюзу та 52 громадяни України.

## Сусідні муніципалітети
- К'яварі
- Когорно
- Не
- Сестрі-Леванте

## Уродженці
- Сімоне Трімболі (*2002) — італійський футболіст, півзахисник.

- Фанні Кадео (1970) — італійська модель, акторка та телеведуча.